# Свиштов (община)
Свиштов (болг. Община Свищов) — община в Болгарии. Входит в состав Великотырновской области. Население составляет 43 703 человека (на 21.07.05 г.).
Кмет (мэр) общины — Станислав Петров Благов (коалиция в составе 4 партий: Болгарский земледельческий народный союз (БЗНС), Союз свободной демократии (ССД), Союз демократических сил (СДС), либеральная инициатива «За демократическое европейское развитие» (ЛИДЕР)) по результатам выборов в правление общины 2007 года.

## Состав общины
В состав общины входят следующие населённые пункты:
1. Алеково
2. Александрово
3. Болгарско-Сливово
4. Вардим
5. Горна-Студена
6. Деляновци
7. Драгомирово
8. Козловец
9. Морава
10. Овча-Могила
11. Ореш
12. Свиштов
13. Совата
14. Хаджидимитрово
15. Царевец
16. Червена